# Американо-южносуданские отношения
Американо-южносуданские отношения — двусторонние дипломатические отношения между США и Южным Суданом. 

## История
Соединённые Штаты Америки официально признали Южный Судан 9 июля 2011 года, в тот же день, когда была провозглашена независимость.
Посольство США в Южном Судане открыто 9 июля 2011 года на базе консульства, работавшего с 2005 года в Джубе. Главой дипломатического представительства стал временный поверенный в делах Барри Уолкли. 19 октября 2011 года Сьюзан Пейдж была утверждена в должности первого посла США в Южном Судане.
В 2012 году президент США Барак Обама заявил, что Соединённые Штаты могут предоставить военную помощь и оборудование Южному Судану. Вскоре за этим последовала группа из пяти американских офицеров, которые стали консультировать вооружённые силы Южного Судана. Барак Обама назначил Дональда Бута специальным посланником в Судане и Южном Судане 28 августа 2013 года.
В декабре 2016 года США разработали резолюцию, которая не была принята, об эмбарго на поставки оружия и введение дополнительных санкций из-за признаков возможного геноцида в Южном Судане. Организация Объединённых Наций предупредив Южный Судан о возможном признании геноцида. В 2017 году постоянный представитель США при ООН Никки Хейли раскритиковала Южный Судан за создание «рукотворного» голода.

## Дипломатические представительства
- США имеет посольство в Джубе[12].
- Южный Судан содержит посольство в Вашингтоне[13].